# Anna Nahowski
Anna Nahowski (Vienne, 1859 - Vienne, 1931) fut la discrète maîtresse de l'empereur François-Joseph Ier d'Autriche de 1875 à 1889.

## Biographie

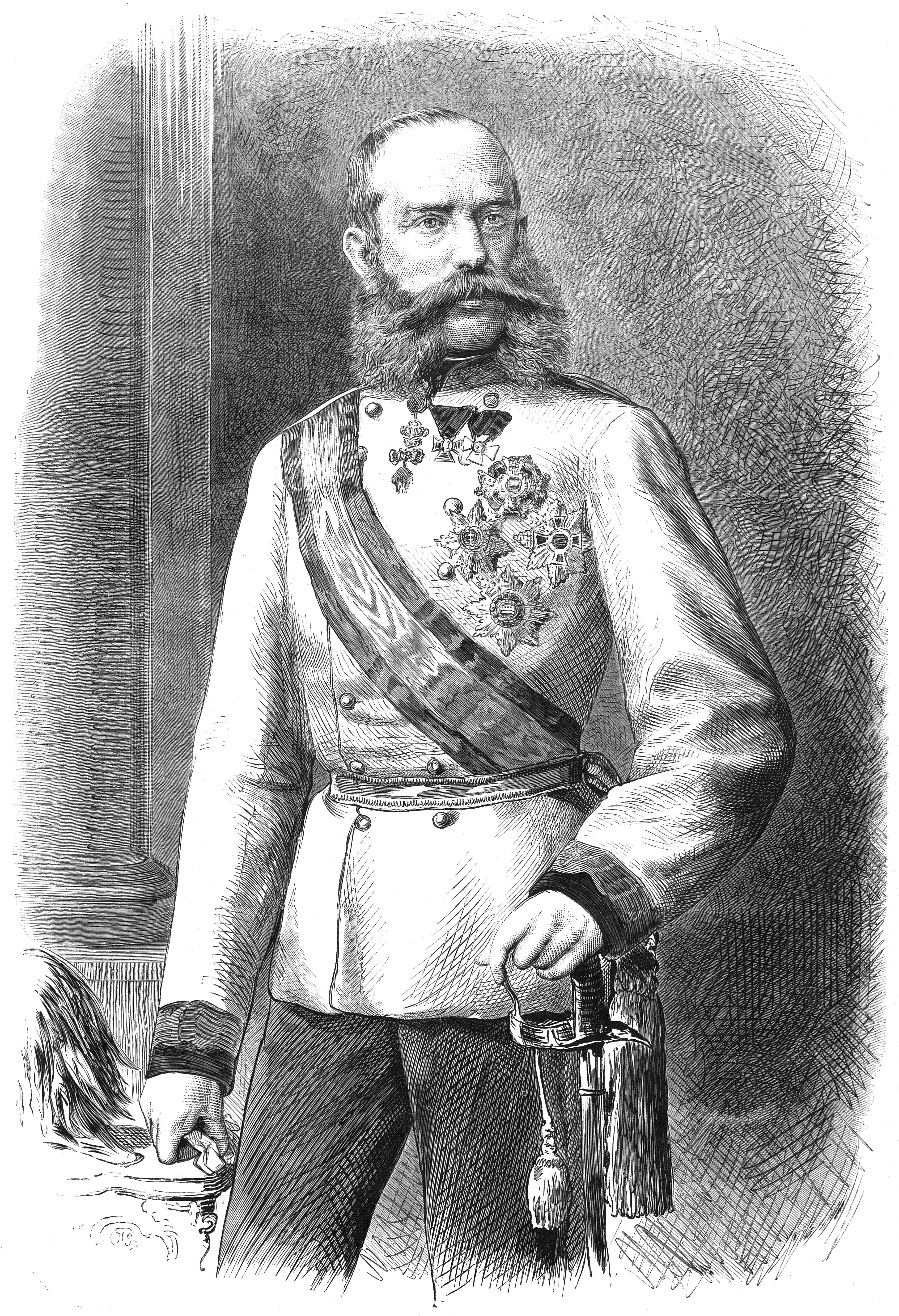
L'empereur et roi François-Joseph (Vers 1880)

Anna Nowak fut mariée à l'âge de 14 ans à Johann Heuduck, industriel de la soie joueur et alcoolique. La jeune fille rencontra l'année suivante, au cours d'une promenade très matinale dans le parc de Schönbrunn, l'empereur François-Joseph. La jeune fille devint la maîtresse du souverain quadragénaire qui régla les dettes de son mari et fit prononcer la dissolution du mariage malheureux.
Anna épousa en secondes noces Franz Nahowski, un fonctionnaire des chemins de fer compréhensif mais dépensier avec qui elle eut cinq enfants. Le couple déménagea souvent dans Vienne avant de s'installer dans une maison qui jouxtait le parc de Schönbrunn (officieusement achetée par l'empereur). L'empereur pouvait ainsi se rendre sans être vu chez sa maîtresse tandis que le mari importun, dont l'empereur payait les dettes, pouvait sortir officiellement par la rue. Le souverain donna de nombreux cadeaux et des sommes considérables à sa maîtresse.
À la fin des années 1880, Anna apprit la relation que l'empereur entretenait avec la comédienne Katharina Schratt. L'empereur rompit toute relation avec Anna Nahowski après le drame de Mayerling. Il fit convoquer la jeune femme au palais le 14 mars 1889. Un fonctionnaire anonyme du palais remit à Anna la somme de 50 000 florins en échange d'un contrat de silence. Anna Nahowski mourut à Vienne en 1931 à l'âge de 71 ans. Selon ses volontés, son journal a été publié par sa fille en 1976.
Deux des cinq enfants d'Anna étaient réputés être les enfants de l'empereur, sa fille Hélène, qui épousa en 1911 le compositeur Alban Berg et son fils François-Joseph. Or, il ressort du journal d'Anna Nahowski que sa dernière rencontre avec l'empereur datait d'un an avant la naissance de son fils. Le prénom de l'enfant ne signifierait pas que l'empereur soit son père. François-Joseph Nahowski, après une auto-mutilation volontaire en 1930 à l'occasion du centenaire de la naissance de l'empereur, fut interné dans un hôpital psychiatrique.